# Gibbon à favoris blancs du Nord
Nomascus leucogenys · Gibbon à joues pâles, Gibbon à joues blanches
Espèce
Synonymes
- Hylobates leucogenys Ogilby, 1840

Statut de conservation UICN

 CR A2cd+3cd : 
En danger critique
Statut CITES
Le gibbon à favoris blancs du Nord (Nomascus leucogenys), appelé aussi gibbon à joues pâles ou gibbon à joues blanches est une espèce de singes hominoïdes de la famille des hylobatidés. Cette espèce est classée en danger critique d'extinction par l'UICN.

## Description
Les petits naissent tous beiges, ils deviennent noirs avec des joues blanches à l'âge de 2 ans. Les mâles ne changent plus de couleur tandis que les femelles redeviennent beiges à la maturité sexuelle. Comme tous les gibbons, ils n'ont pas de queue. Les deux sexes pèsent environ 5,7 kg avec une taille allant de 45 à 63 cm (tête et corps, jambes non incluses). Ses bras sont plus longs que ses jambes.

## Répartition et habitat

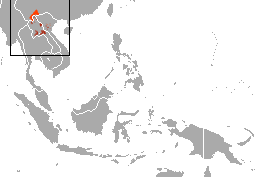
Répartition géographique.

Cette espèce est présente au Viet Nam, au Laos et en Chine.

## Comportement
Cette espèce est arboricole, elle se déplace en se balançant de branche en branche (brachiation). Les individus vivent en petites familles composées d'un couple monogame et de leurs enfants (souvent 3 ou 4). La famille est organisée hiérarchiquement. La femelle adulte est dominante, suivent les femelles juvéniles, puis les mâles juvéniles et enfin le mâle adulte.

## Alimentation
Le gibbon à joues pâles est principalement frugivore. Il se nourrit aussi de feuilles, de fleurs et d'insectes.

## Reproduction
Comme tous les gibbons, cette espèce est monogame. La maturité sexuelle est atteinte entre 6 et 7 ans. Le cycle menstruel de la femelle est d'environ 28 jours. Il n'y a pas de saison de reproduction, les partenaires s'accouplent toute l'année. La période de gestation est de 7 mois. Le petit est élevé par ses deux parents. Le petit est étroitement dépendant de sa mère les dix-huit premiers mois. La longévité de ce grand singe est d'environ 28 ans.

## Classification
La classification des primates évoluant, cette espèce a pour synonyme valide, dans certaines classifications :
- Hylobates leucogenys Ogilby, 1840

## Galerie

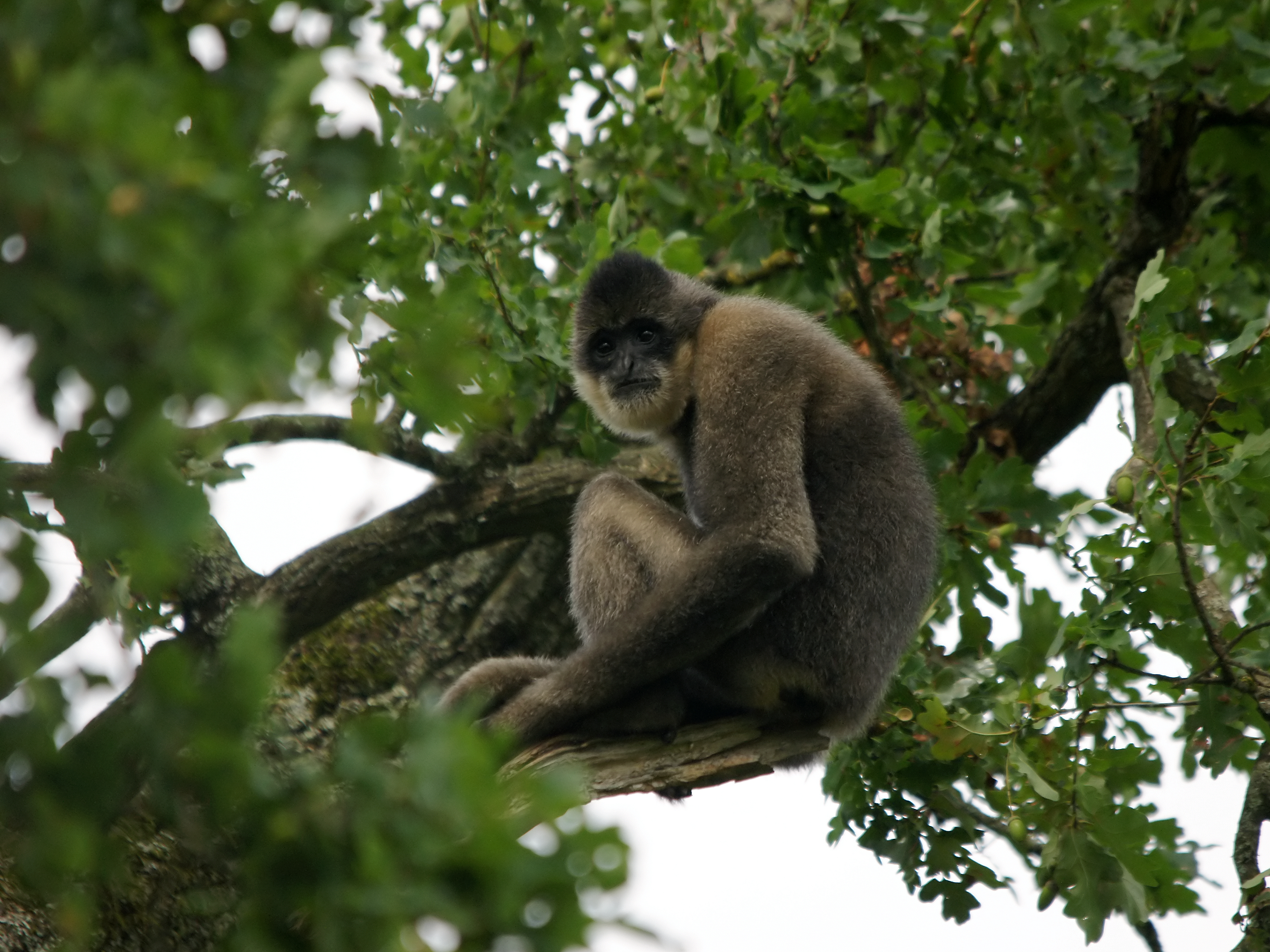
Individu subadulte, Vallée des singes (France)
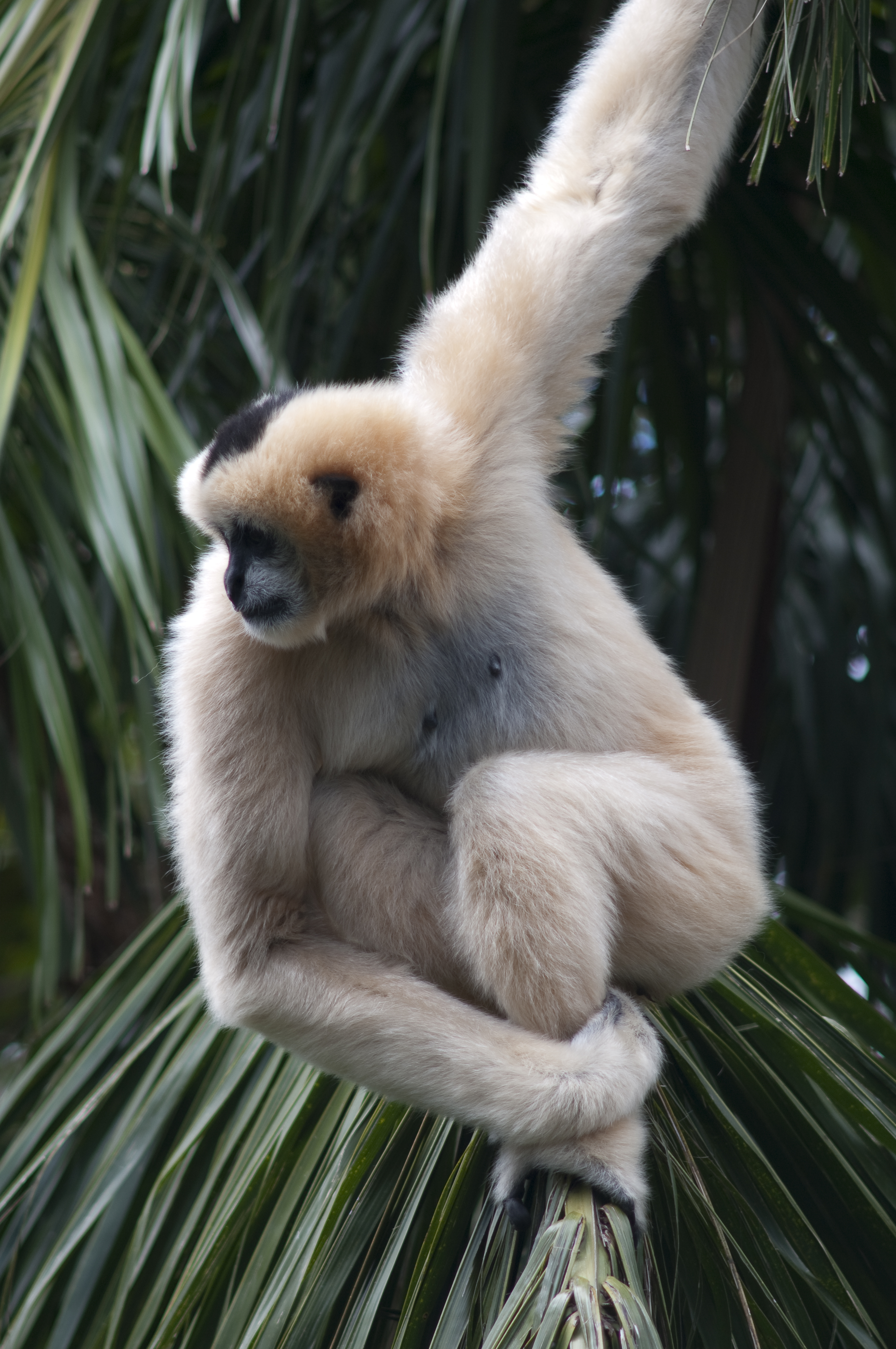
Femelle adulte, Zoo d’Adelaïde, Australie
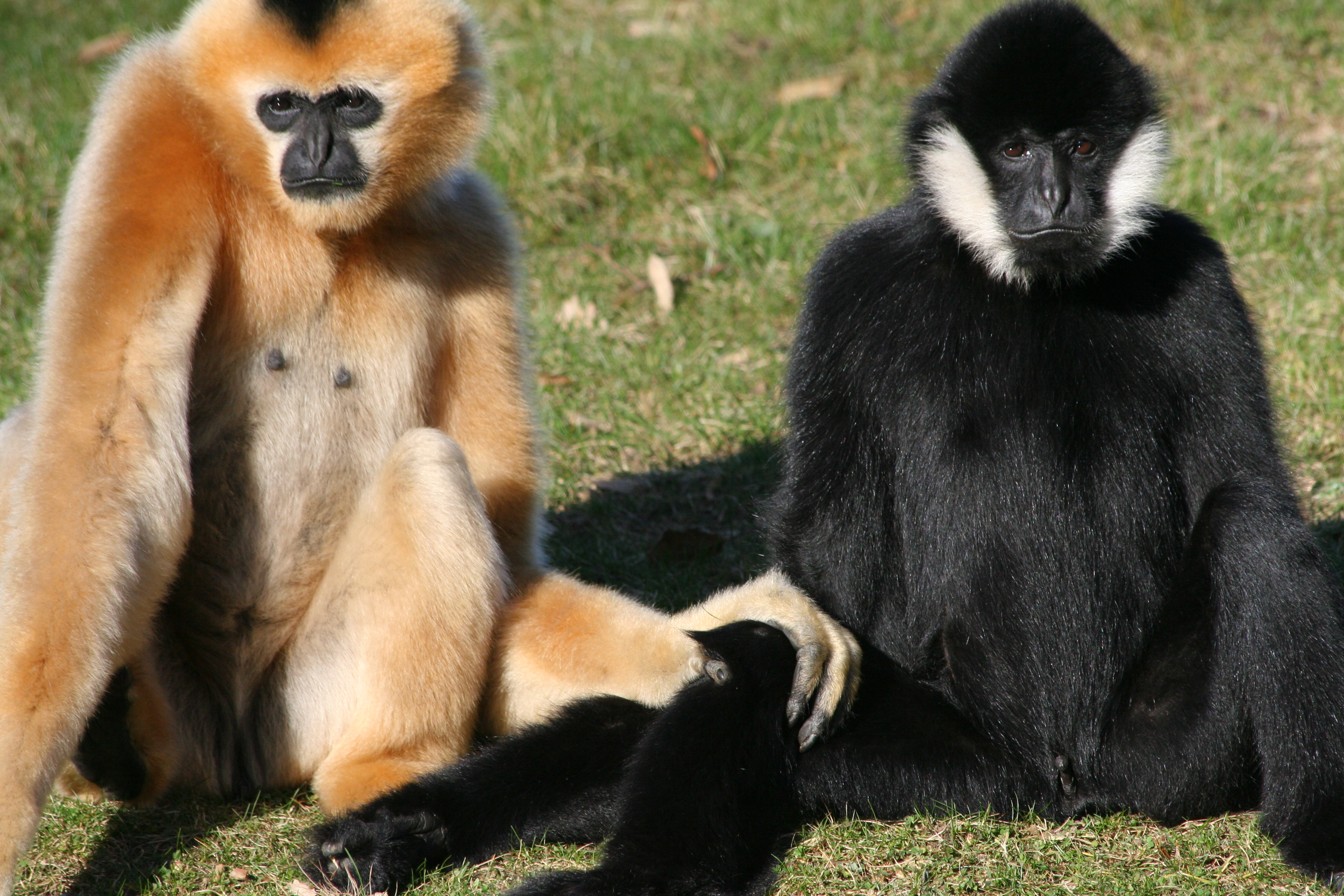
Couple d'adulte (femelle à gauche, mâle à droite), parc zoologique de Planckendael, Belgique